# Tennistoernooi van Acapulco 2002
|                                             |  |                                    |
| Katarina Srebotnik, winnares bij de vrouwen |  | Carlos Moyá, winnaar bij de mannen |

Het tennistoernooi van Acapulco van 2002 werd van 25 februari tot en met 3 maart 2002 gespeeld op de gravel-buitenbanen van het Fairmont Acapulco Princess hotel in de Mexicaanse stad Acapulco. De officiële naam van het toernooi was Abierto Mexicano Pegaso.
Het toernooi bestond uit twee delen:
- WTA-toernooi van Acapulco 2002, het toernooi voor de vrouwen
- ATP-toernooi van Acapulco 2002, het toernooi voor de mannen

ATP-toernooi van Acapulco‎ – WTA-toernooi van Acapulco‎

2001 · 2002 · 2003 · 2004 · 2005 · 2006 · 2007 · 2008 · 2009 · 2010 · 2011 · 2012 · 2013 · 2014 · 2015 · 2016 · 2017 · 2018 · 2019 · 2020